# Šilheřovice
Šilheřovice (deutsch Schillersdorf; polnisch Szylerzowice) ist eine Gemeinde im Okres Opava in der Region Mährisch-Schlesien in Tschechien.

## Geographie
Šilheřovice liegt acht Kilometer nordöstlich von Hlučín. Nachbarorte sind Hať (Haatsch) im Norden, Rakowiec im Nordosten, Starý Bohumín und Vrbice (Wirbitz) im Südosten, Markvartovice (Markersdorf) und Petřkovice (Petrzkowitz), im Süden, Ludgeřovice und Hlučín im Südwesten und Darkovičky (Klein Darkowitz) im Westen. Nordöstlich verläuft die Grenze zu Polen.

## Geschichte
Schillersdorf gehörte zum Herzogtum Troppau. Zusammen mit den benachbarten, deutsch besiedelten Orten Ludgersthal und Markersdorf lag es im Osten des Hultschiner Ländchens. Im 15. Jahrhundert war es im Besitz der Ritter von Schillersdorf, um 1530 gehörte es den Herren Birka von Nassiedel (Bírka z Násile). 1560 erwarben die Herren von Würben die Herrschaft Schillersdorf, denen damals das gesamte Hultschiner Ländchen untertan war. Sie ließen vermutlich ein Renaissance-Kastell errichten, das erstmals 1609 urkundlich erwähnt wurde, als Schillersdorf von Bohunka Stosch von Kaunitz erworben wurde, der Gemahlin des Johann Saszowski von Geraltowitz alias Geraltowsky (polnisch Gierałtowski) aus dem schlesischen Uradelsgeschlecht Haus Saszowski (Szaszowski, Schassowsky). Nach mehreren Besitzerwechseln gelangte es an Gräfin Barbara Perpetua von Ursenberg, die Schillersdorf 1674 dem Troppauer Jesuitenkolleg verkaufte. Die Jesuiten errichteten Anfang des 18. Jahrhunderts die barocke Kirche Mariä Himmelfahrt. Da sie von ihren Untertanen überzogene Abgaben forderten, brach 1734 ein Bauernaufstand aus.
Nach dem Ersten Schlesischen Krieg fiel Schillersdorf 1742 wie fast ganz Schlesien an Preußen. Die Troppauer Jesuiten überließen die Herrschaft Schillersdorf im Austausch gegen die Minder-Standesherrschaft Olbersdorf dem nun ebenfalls in Preußen liegenden Neisser Jesuitenkolleg. Nach der Aufhebung des Jesuitenordens 1773 wurde Schillersdorf von der königlich-preußischen Kammer verwaltet. Sie verkaufte es 1787 an Karl Freiherr von Larisch, der es im gleichen Jahr an Johann Friedrich von Eichendorff veräußerte. Während seiner Herrschaft wurde an der Stelle des im Dreißigjährigen Krieg verwahrlosten alten Kastells von 1787 bis 1815 ein Schloss im klassizistischen Stil errichtet. Hier verlebte Joseph von Eichendorff, ein Neffe des damaligen Besitzers, einige Jugendjahre. 1817 erfolgte in der Grundherrschaft Schillersdorf die Aufhebung der Leibeigenschaft. 1835 wurde Schillersdorf von Franz Hubert Stücker von Weyershof erworben, der es 1846 dem Freiherrn Salomon Meyer von Rothschild verkaufte. Bei dessen Nachkommen blieben das Gut und Schloss Schillersdorf bis zur Enteignung 1945. Unter den Rothschild wurde der Schlosspark erweitert und Treibhäuser sowie Orangerien errichtet.
Aufgrund des Versailler Vertrages von 1919 wurde Schillersdorf zusammen mit dem Hultschiner Ländchen 1920 ohne Volksabstimmung der Tschechoslowakei zugeschlagen. Die Kolonie Rakowiec wurde im Zuge einer Grenzbereinigung an das Deutsche Reich zurückgegeben und der Gemeinde Ruderswald zugeschlagen. Nach dem Münchener Abkommen vom 29. September 1938 wurde Schillersdorf zusammen mit dem Hultschiner Ländchen reichsdeutsch besetzt. Es gehörte nunmehr zum Landkreis Hultschin, der 1939 dem Landkreis Ratibor in der preußischen Provinz Schlesien eingegliedert wurde. Nach dem Ende des Zweiten Weltkriegs fiel Schillersdorf erneut an die Tschechoslowakei zurück.

### Einwohnerentwicklung
- 1869: 1197 Einwohner
- 1900: 1482 Einwohner
- 1930: 1564 Einwohner (davon 74 Deutsche)
- 1950: 1547 Einwohner
- 1991: 1554 Einwohner

## Gemeindegliederung
Für die Gemeinde Šilheřovice sind keine Ortsteile ausgewiesen. Grundsiedlungseinheiten sind  Paseky (Passek) und Šilheřovice. Zu Šilheřovice gehört außerdem die Einschicht Annin Dvůr (Annahof).

## Sehenswürdigkeiten

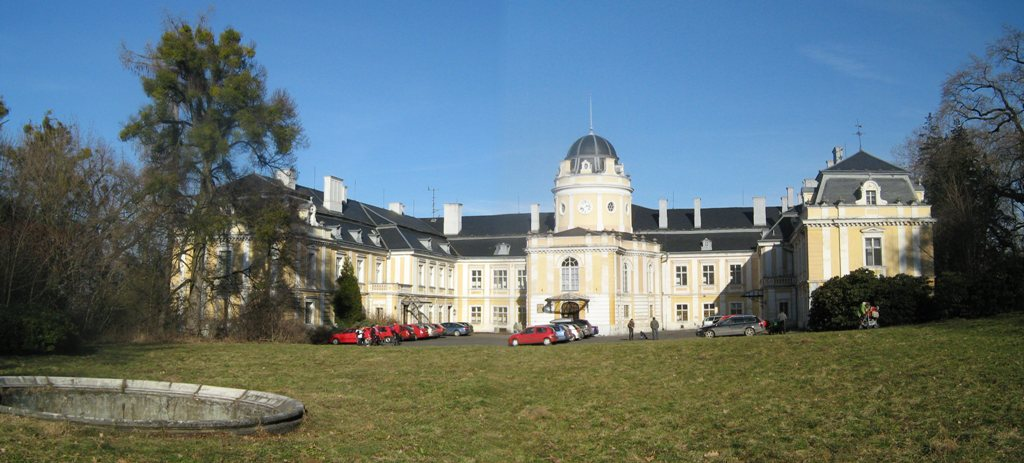
Schloss Šilheřovice

- Das Schloss Šilheřovice wurde Ende des 18. Jahrhunderts von Johann Friedrich von Eichendorff errichtet und später im Stil der Neurenaissance umgebaut. Nach 1820 wurde der Schlosspark Schillersdorf als Englischer Landschaftsgarten angelegt, in dem sich ein Jagdschlösschen befindet. Das Schloss ist heute von einem neuen Golfplatz umgeben.
- Ehemaliges Wasserhebewerk Passek, Kulturdenkmal

## Persönlichkeiten
- Karl Sczuka (1900–1954), deutscher Komponist
- Hans Straden (1912–2001), deutscher Brigadegeneral
- Georg Gawliczek (1919–1999), deutscher Fußballspieler und -trainer